# Rosemarie von Trapp
Rosmarie von Trapp (Salisburgo, 8 febbraio 1929 – Morrisville, 13 maggio 2022) è stata una cantante austriaca naturalizzata statunitense, ex membro dei Trapp Family Singers, la cui vita è stata narrata nel musical di Broadway del 1949, The Sound of Music dal quale fu poi tratto il film omonimo nel 1965.

## Biografia
Rosmarie von Trapp a Salisburgo, prima figlia di Georg Ludwig von Trapp e della sua seconda moglie Maria Augusta Kutschera. I suoi fratelli sono Eleonore von Trapp (1931-2021) e Johannes von Trapp (1939), mentre i suoi fratellastri: Rupert von Trapp (1911-1992), Agathe von Trapp (1913-2010), Maria Franziska von Trapp (1914-2014), Werner von Trapp (1915-2007), Hedwig von Trapp (1917-1972), Johanna von Trapp (1919-1994) e Martina von Trapp (1921-1951). Rosmarie cantò nel coro di famiglia dal 1943 al 1947. Quando morì suo padre ella aveva diciotto anni. Non si sposò e non ebbe figli. Nel 1947 divenne missionaria laica e si recò in Papua Nuova Guinea con la sorellastra Maria Franziska ed il fratello Johannes. Muore nel 2022 ed oggi riposa coi familiari nei Trapp Family Lodge Grounds di Stowe, Vermont.